# Chimie quantique directe
La chimie quantique directe recouvre un ensemble de méthodes de chimie quantique qui n'utilisent pas la représentation de Born-Oppenheimer, contrairement à la majorité des méthodes de traitement actuel de l'équation de Schrödinger. La chimie quantique directe considère le mouvement des noyaux et des électrons dans les mêmes échelles de temps. Ces méthodes considèrent donc le hamiltonien moléculaire comme un tout, sans essayer de résoudre de manière séparée le hamiltonien moléculaire électronique. Bien que ces méthodes soient non-adiabatiques, elles se distinguent de la plupart des autres méthodes également non-adiabatiques dans le cas des dynamiques moléculaires, qui utilisent de manière typique la représentation de Born-Oppenheimer mais deviennent non-adiabatiques si l'on considère le couplage vibronique de manière explicite.

Les méthodes de chimie quantique directe s'appliquent dans la modélisation des processus de collisions atomiques à hautes vitesses (i.e. à hautes températures), lorsque les mouvements des noyaux sont comparables ou plus rapides que le mouvement électronique.
Le groupe de Yngve Öhrn basé à Gainesville en Floride a été un pionnier dans ce domaine de recherche. Il appliqua cette méthode à la collision entre deux atomes d'hydrogène.